# Te lude osamdesete!
Te lude osamdesete! (engleski izvornik: Everybody Wants Some!!), američki film iz 2016. godine.

## Sažetak
1980-ih godina skupina baseballaša, koji su sad brucoši i po prvi put bez nadzora odraslih, pokušavaju naći slobodu i ponašati se "odgovorno".